# Кунке, Харальд
Харальд Кунке (нем. Harald Kuhnke; 17 ноября 1958, Берлин, Германия) — немецкий профессиональный хоккеист и тренер. Игрок сборной Восточной Германии по хоккею с шайбой.

## Биография
Родился в 1958 году в Берлине, в Германской Демократической Республике. Воспитанник столичного «Динамо», провёл почти всю карьеру в составе клуба. С 1978 по 1990 год выступал в высшей лиге ГДР, с 1990 по 1994 год выступал также в лигах объединённой Германии. С 1994 по 1996 год выступал в высшей лиге Германии за команду «Ганновер». В 1999-2001 годах сыграл также несколько матчей в пятой лиге страны.
За сборную ГДР принимал участие в девяти розыгрышах чемпионата мира, из них дважды — в высшем дивизионе первенства. Всего в официальных матчах за сборную Восточной Германии сыграл 61 матч, забросил 22 шайбы и отдал 19 голевых передач.
С 2011 по 2017 год с перерывами работал главным тренером и был в составе тренерских штабов берлинских команд четвёртой лиги ФРГ. Является членом Зала славы хоккея Германии.